# Lista montażowa

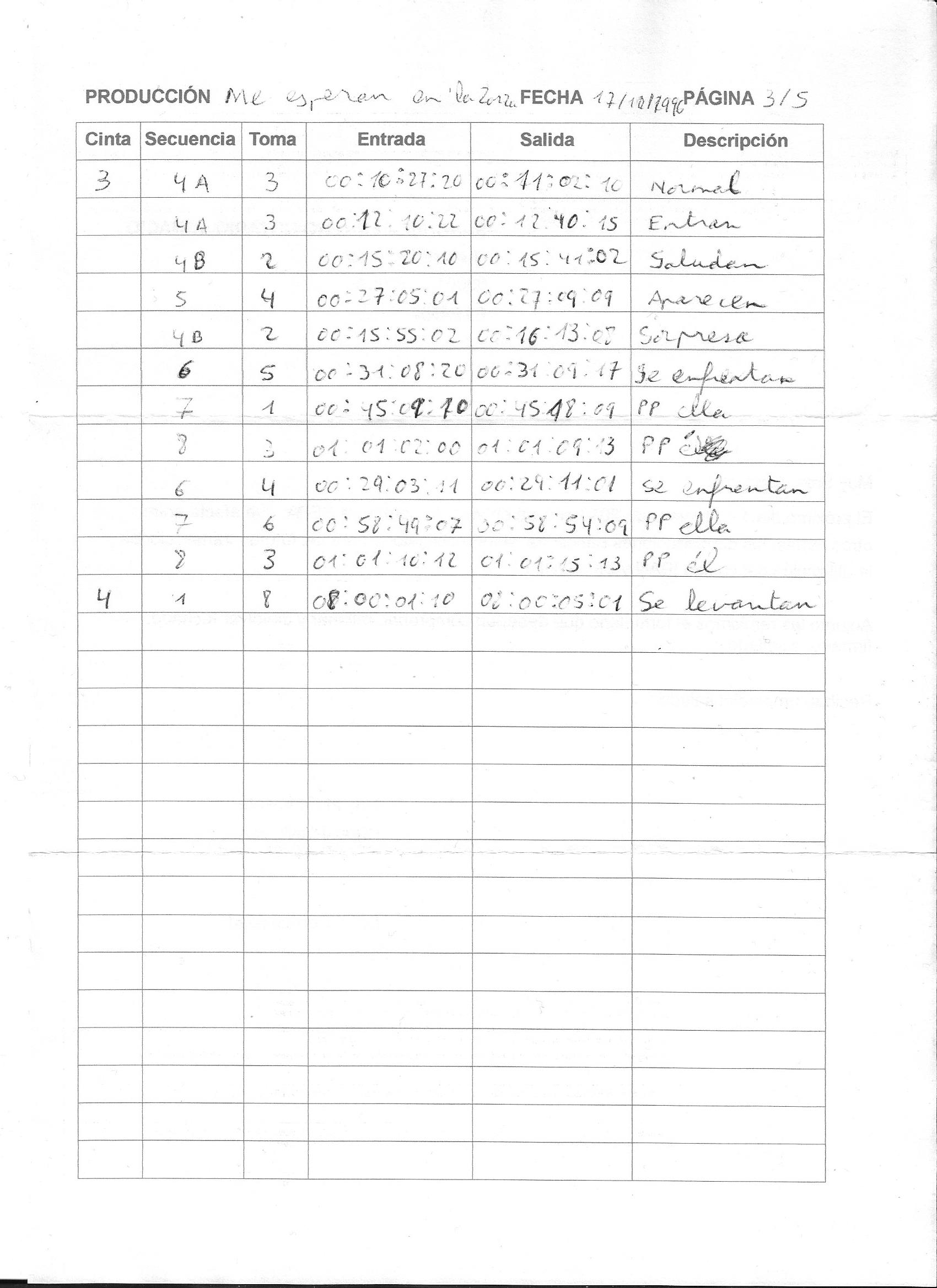
Lista montażowa

Lista montażowa, in. scenopis postprodukcyjny – opis dokonanego zmontowania filmu zawierający spis ujęć wraz z ich opisem, wykonywany w końcowym etapie montażu na bazie kopii roboczej. Lista montażowa charakteryzuje wszystkie ujęcia w kolejności chronologicznej: opisuje porządek w jakim zostały zmontowane z uwzględnieniem kodów czasowych oraz podaje szczegóły ich konstrukcji (opis ścieżki dźwiękowej, dialogów, napisów, usytuowania i ruchów kamery, przejść montażowych itp.). Wykonywana jest do celów archiwalnych, a także umożliwia zrekonstruowanie filmu w razie potrzeby. W tradycyjnym montażu dokonywanym na taśmie filmowej lista montażowa stanowi również zapis fizycznego metrażu stopażu każdego ujęcia.
We współczesnej postprodukcji lista montażowa (określana angielskim akronimem EDL – editing decision list) stanowi najczęściej osobny plik wygenerowany przez program do montażu nieliniowego lub spis ujęć przygotowany ręcznie; zostaje ona przekazana przez montażystę wraz z plikami z obrazem i dźwiękiem do dalszego opracowania (np. sporządzenia na jej podstawie negatywu lub kopii wzorcowej). Tego rodzaju listę montażową generują telekina i skanery konwertujące materiał z taśmy filmowej na pliki cyfrowe w procesie digital intermediate. EDL wykorzystuje się również w metodzie montażu offline, aby móc w końcowym etapie prac zrekonstruować ostateczną wersję montażową z materiału źródłowego online.